# العلوم التنظيمية
العلوم التنظيمية هي الأسس العلمية والتقنية التي تستند إليها اللوائح في مختلف الصناعات - لا سيما تلك المتعلقة بالصحة أو السلامة. تشمل الهيئات التنظيمية التي تستخدم مثل هذه المبادئ في الولايات المتحدة، على سبيل المثال، إدارة الغذاء والدواء (FDA) للمنتجات الغذائية والطبية ووكالة حماية البيئة الأمريكية (EPA) للبيئة وإدارة السلامة والصحة المهنية (OSHA) لسلامة العمل.
تناقض "علم التنظيم" مع الشؤون التنظيمية والقانون التنظيمي اللذين يشيران إلى الجوانب الإدارية أو القانونية للتنظيم؛ حيث يركز الأول على الأسس والاهتمامات العلمية للوائح التنظيمية - بدلاً من إصدار اللوائح وتنفيذها والامتثال لها أو الإجبار على تنفيذها.

## التاريخ
من المحتمل أن يكون الباحث الأول الذي أدرك طبيعة العلوم التنظيمية هو ألفين وينبيرج، الذي وصف العملية العلمية المستخدمة لتقييم تأثيرات الإشعاع المؤين على أنها علوم متحولة (علم ترانس)، إن أصل مصطلح علم التنظيم غير معروف وربما تمت صياغة هذا المصطلح في أواخر السبعينيات في مذكرة غير مؤرخة أعدها، إن آلان موغيسي الذي كان يصف القضايا العلمية التي كانت تواجهها الوكالة المُنشأه حديثًا ألا وهي وكالة حماية البيئة الأمريكية (EPA)؛ خلال تلك الفترة أُجبرت وكالة حماية البيئة على الوفاء بالمواعيد النهائية المطلوبة والقانونية لاتخاذ القرارات التي تتطلب الاعتماد على العلم الذي لا يلبي المتطلبات العلمية التقليدية، كان الرأي السائد في ذلك الوقت هو أنه لا توجد حاجة لإنشاء فرع علمي جديد وذلك لأن "العلم هو العلم" بغض النظر عن تطبيقه، في ربيع عام 1985 أنشأ موغيسي معهد العلوم التنظيمية في كومنولث فرجينيا كمنظمة غير ربحية تهدف إلى إجراء دراسات علمية "في التفاعل بين العلم والنظام التنظيمي"، قدم موغيسي وآخرون وصفاً شاملاً لتاريخ العلوم التنظيمية بما في ذلك التصورات المختلفة للعلوم التنظيمية التي أدت إلى قبول العلوم التنظيمية من قبل إدارة الغذاء والدواء.

## التعريف
قدمت وكالتان تنظيميتان اتحادية تعريفات للعلوم التنظيمية. وفقًا لإدارة الغذاء والدواء (FDA): "العلم التنظيمي هو علم تطوير أدوات ومعايير ومناهج جديدة لتقييم سلامة وفعالية وجودة وأداء جميع المنتجات التي تنظمها إدارة الغذاء والدواء". وفقًا لوكالة حماية البيئة (EPA): "العلم التنظيمي يعني المعلومات العلمية بما في ذلك التقييمات والنماذج ووثائق المعايير وتحليلات الأثر التنظيمي التي توفر الأساس لقرارات تنظيمية مهمة".
موغيسي وآخرون وصفوا تاريخ العلوم التنظيمية وعرفوها على النحو التالي:
"يتكون العلم التنظيمي من نسخة تطبيقية لمختلف التخصصات العلمية المستخدمة في العملية التنظيمية"، بناءً على تعريفهم فإن تعريف إدارة الغذاء والدواء المعمم هو: العلم التنظيمي هو علم تطوير أدوات ومعايير ومناهج جديدة مستمدة من مختلف التخصصات العلمية لتقييم سلامة وفعالية وجودة وأداء جميع المنتجات التي تنظمها هيئة الغذاء والدواء.
إن تعريف وكالة حماية البيئة المعمم هو: يُقصد بالعلم التنظيمي المعلومات العلمية بما في ذلك التقييمات والنماذج ووثائق المعايير وتحليلات الأثر التنظيمي المستمدة من مختلف التخصصات العلمية التي توفر الأساس للقرارات التنظيمية الهامة النهائية لوكالة حماية البيئة.
كانت هنالك عدة محاولات لتعريف العلوم التنظيمية في كثير من الحالات، يوجدادعاءات بأن هناك فرقًا بين العلوم التنظيمية و "العلوم العادية" و"العلوم الأكاديمية" و"علم البحث" أو الامتثال للوائح، إن المشكلة الأساسية هي عدم تقدير أن العديد من فروع العلم تتطور وأن الكثير من العلوم المتطورة تتضمن شكوكًا متأصلة.

## تطبيق العلوم التنظيمية
يتم تضمين العلم التنظيمي في كل لائحة تتضمن العلم، يتكون مجتمع العلوم التنظيمية من ثلاث مجموعات من علماء التنظيم:
- أولئك الذين يشاركون في تطوير اللوائح ويتم توظيف هذه المجموعة عادة من قبل الهيئات التنظيمية.
- أولئك الذين يجب أن يمتثلوا للوائح وتتكون هذه المجموعة عادة من موظفين أو مقاولين من المجتمع المنظم.
- ذلك القسم من المجتمع العلمي الذي يقوم بالبحث والتطوير في المجالات ذات الصلة بالمجتمع المنظم ذي الصلة.

المجموعة الثالثة لها أهمية خاصة لأنها تتكون من المنظمات والأفراد الذين يدعمون أول مجموعتين، تضم هذه المجموعة أعضاء في العديد من اللجان الاستشارية والمنظمات التي تقدم مراجعات الأقران وأعضاء لجان مراجعة الأقران، من الأمثلة على هذه المجموعة الأكاديميات الوطنية التي تتكون من الأكاديمية الوطنية للعلوم والأكاديمية الوطنية للهندسة ومعهد الطب والمجلس القومي للبحوث، يتم تطبيق العلوم التنظيمية على ثلاث مراحل. يجب خلال المرحلة الأولى أن يلتزم المنظمون بموعد نهائي تشريعي أو تقضي به المحكمة وأن يصدروا اللوائح باستخدام أفضل أحكامهم، توفر المرحلة الثانية فرصة لتطوير أدوات العلوم التنظيمية وتشمل هذه الإجراءات على صحة الإنسان وتقييم المخاطر البيئية وطريقة تقييم ما بعد التسويق للأدوية والأجهزة الطبية، أما مرحلة التشغيل القياسية الثالثة فهي الأدوات التي تم تطويرها خلال المرحلة الثانية لتحسين القرار الأولي. (موغيسي وآخرون.)

## الهندسة التنظيمية
الهندسة هي تطوير منتجات وعمليات جديدة وبالتالي فإن الهندسة التنظيمية تشمل بشكل أساسي تطوير المنتجات والعمليات لتسهيل أو فحص اللوائح أو أسسها العلمية بشكل أفضل، يتعامل قسم آخر ذي صلة من العلوم التنظيمية مع تطبيق التصميم الهندسي أو التحليل على عمليات مثل سلامة محطات الطاقة النووية وغيرها ومرافق الإنتاج الكيميائي وعمليات التعدين والنقل الجوي.
في بعض الأحيان يساء استخدام مصطلح "المهندس التنظيمي أو الهندسة التنظيمية" للإشارة إلى الأدوار الإدارية أو التنظيمية التي تتعامل مع تنظيم أو تنسيق المسائل التنظيمية لمنظمة ما ومع ذلك تشير "الهندسة" فقط إلى التصميم الوظيفي للمنتجات والعمليات وفي العديد من الولايات القضائية يتم تطبيق هذا التعريف قانونيًا (انظر التنظيم والترخيص في الهندسة).

## مجالات التركيز

### الطب الصيدلاني التنظيمي
تماشياً مع مهمتها فتقترح هيئة الغذاء والدواء (FDA) أن "العلم التنظيمي هو علم تطوير أدوات ومعايير ومناهج جديدة لتقييم سلامة وفعالية وجودة وأداء المنتجات التي تنظمها هيئة الغذاء والدواء." استنادًا إلى عدة عقود من الخبرة، يتم تعريف العلوم التنظيمية منطقيًا على أنها تخصص علمي متميز يشكل الأساس العلمي للقرارات التنظيمية والتشريعية والقضائية؛ مثل العديد من التخصصات العلمية التي تطورت خلال العقود العديدة الماضية، فإن العلوم التنظيمية هي علوم متداخلة التخصصات ومتعددة التخصصات وتعتمد على عدد كبير من التخصصات العلمية الأساسية والتطبيقية.
يعد العلم التنظيمي مجال اهتمام ناشئ في الطب الصيدلاني باعتباره شكل وتنفيذ للتشريعات والمبادئ التوجيهية أحد تعريفات "العلم التنظيمي" وهو علم تطوير أدوات ومعايير ومناهج جديدة لتقييم فعالية وسلامة وجودة وأداء المنتجات الطبية من أجل تقييم مخاطر المنافع وتسهيل اتخاذ قرارات تنظيمية سليمة وشفافة، لقد تم الاعتراف بتأثيره الكبير على قدرة الصناعة وجلب أدوية وأجهزة طبية جديدة للمرضى المحتاجين، يتحدى العلم التنظيمي المفاهيم الحالية لتقييم الفوائد/المخاطر واستراتيجيات التقديم والموافقة ومشاركة المريض والجوانب الأخلاقية؛ إنه يخلق منصة لإطلاق أفكار جديدة - ليس فقط من قبل صناعة الأدوية والسلطات التنظيمية ولكن أيضًا من قبل بعض الأوساط مثل الأوساط الأكاديمية التي ترغب في المساهمة في الاستخدام الأفضل لأنشطتها البحثية في الجوانب الطبية، إن للعلم التنظيمي القدرة على أن يكون عاملاً مساعدًا لتوجيه الشركات نحو تطوير عالمي أكثر كفاءة للمنتجات الطبية بالإضافة إلى عمليات صنع القرار عالية الجودة.

### صحة الإنسان
إلى حد بعيد فإن البؤر السائدة للعلوم التنظيمية تتعلق بصحة الإنسان ورفاهه، يغطي هذا المجال مجموعة واسعة من المجالات العلمية - بما في ذلك التلوث وعلم السموم وسلامة العمل والغذاء والأدوية والعديد من المجالات الأخرى.

### علم البيئة
تغطي البيئة التنظيمية حماية الأنواع المختلفة وحماية الأراضي الرطبة والعديد من المناطق الأخرى الخاضعة للتنظيم؛ بما في ذلك علم السموم البيئية.
على سبيل المثال يستند قانون المياه النظيفة في الولايات المتحدة إلى الاهتمام بحماية جودة المياه لمصلحتها الخاصة، على عكس قانون الهواء النظيف الذي يقوم على حماية جودة الهواء فقط من أجل صحة الإنسان ومع ذلك فهذه منطلقات سياسية أيديولوجية وليست مسائل علمية بحد ذاتها.
تنظم وزارة الزراعة الأمريكية العناية بالحيوان وتنظم إدارة الغذاء والدواء الإنسانية في الدراسات على الحيوانات.
تقوم وزارة الداخلية الأمريكية وخدمة الأسماك والحياة البرية (USFWS) والإدارة الوطنية لعلوم المحيطات والغلاف الجوي والخدمة الوطنية لمصايد الأسماك البحرية بتنفيذ تطوير وإنفاذ السياسات التي يتطلبها القانون الفيدرالي للأنواع المهددة بالانقراض (FESA) وقانون معاهدة الطيور المهاجرة وقوانين الموارد البيولوجية الأخرى، تتطلب FESA أن تستند قرارات إدراج الأنواع المهددة بالانقراض أو المهددة إلى أفضل البيانات العلمية المتاحة، تحقيقا لهذه الغاية تمول USFWS والوكالات الحكومية الأخرى الأبحاث لتحديد حالة حفظ الأنواع المقترحة، كما يقوم العلماء التنظيميون داخل الخدمات بمراجعة وتقييم ودمج البيانات من هذه الدراسات للأنواع المقترحة في لوائحهم المنشورة، تم تطوير بروتوكولات المسح للأنواع المدرجة من الدراسات العلمية للأنواع المستهدفة، إن الغرض من البروتوكولات هو تحديد مكان إقامة الأنواع المستهدفة في منطقة دراسة معينة بشكل موثوق ودقيق.

### الاقتصاد التنظيمي
يوجد العديد من القرارات الاقتصادية في العملية التنظيمية؛ بما في ذلك الجزء الاقتصادي من تحليل التكلفة والفائدة.

### العلم في التشريع والمحاكم
على الرغم من أن الأساس العلمي للقرارات التشريعية غالبًا ما يكون أقل من المعترف به تمامًا إلا أنه مدرج في العلوم التنظيمية ويجب أن يستند إلى علم موثوق، بالمثل فقد أقرت المحاكم بالحاجة إلى الاعتماد على المعلومات التي تلبي المتطلبات العلمية.